# Charles-Louis Didelot
Charles-Louis Didelot (Estocolm, 28 de març de 1767 - Kíev, Ucraïna, 7 de novembre de 1837) fou un ballarí i coreògraf francès. Era fill de Charles Didelot, mestre de ball del rei de Suècia, va estudiar ball amb el seu pare fins que marxà a França.
Des d'infant va viure a París i fou un dels millors deixebles del cèlebre Dauberval i de Jean-Barthélemy Lany. Debutà en el teatre Bollhuset d'Estocolm el 1786 i en l'òpera el 1790 distingint-se per la seva correcció i elegància i propietat en el vestir. Poc temps després marxà a Sant Petersburg, on el tsar li donà la seva amistat i li creà una brillant posició en la cort. En tornar a París feu representar el ballet Flore etZephir de la seva composició.